# ناگای، یاماگاتا
ناگای در استان یاماگاتا در کشور ژاپن  واقع شده‌است  که دارای جمعیت ۳۰٬۲۸۵ نفر و مساحت ۲۱۴٫۶۹ کیلومتر مربع با تراکم جمعیت ۱۴۱  نفر در کیلومترمربع است و در تاریخ ۱۵ نوامبر ۱۹۵۴ به عنوان شهر شناخته شد.